# Марисін (гміна Ясткув)
Марисін (пол. Marysin) — село в Польщі, у гміні Ясткув Люблінського повіту Люблінського воєводства.
Населення — 908 осіб (2011).
У 1975—1998 роках село належало до Люблінського воєводства.

## Демографія
Демографічна структура станом на 31 березня 2011 року:
|          | Загалом | Допрацездатний вік | Працездатний вік | Постпрацездатний вік |
| -------- | ------- | ------------------ | ---------------- | -------------------- |
| Чоловіки | 452     | 116                | 309              | 27                   |
| Жінки    | 456     | 101                | 297              | 58                   |
| Разом    | 908     | 217                | 606              | 85                   |